# New Zealand Football Championship 2017-2018
Il campionato neozelandese di calcio 2017-2018 è stato il quattordicesimo a disputarsi con questa formula (New Zealand Football Championship). 
L'Auckland City ha conquistato il campionato per la settima volta nella sua storia, divenendo il club con più campionati vinti (7).

## Squadre partecipanti
| Club                    | Città        | Stadio                |
| ----------------------- | ------------ | --------------------- |
| Auckland City           | Auckland     | Kiwitea Street        |
| Canterbury Utd          | Christchurch | English Park          |
| Eastern Suburbs         | Kohimarama   | Bill McKinlay Park    |
| Hamilton Wanderers      | Hamilton     | Porritt Stadium       |
| Hawke’s Bay Utd         | Napier       | Bluewater Stadium     |
| Southern United         | Dunedin      | Sunnyvale Park        |
| Tasman Utd              | Nelson       | Trafalgar Park        |
| Team Wellington         | Wellington   | David Farrington Park |
| Waitakere Utd           | Waitakere    | The Trusts Arena      |
| Wellington Phoenix Res. | Wellington   | David Farrington Park |

## Classifica finale
| #  | Squadra                 | Pt | PG | V  | N | P  | GF | GS | DR  |
| -- | ----------------------- | -- | -- | -- | - | -- | -- | -- | --- |
| 1  | Auckland City           | 40 | 18 | 12 | 4 | 2  | 41 | 12 | +29 |
| 2  | Team Wellington         | 37 | 18 | 11 | 4 | 3  | 39 | 20 | +19 |
| 3  | Canterbury Utd          | 36 | 18 | 11 | 3 | 4  | 35 | 20 | +15 |
| 4  | Eastern Suburbs         | 32 | 18 | 10 | 2 | 6  | 37 | 24 | +13 |
| 5  | Southern United         | 24 | 18 | 6  | 6 | 6  | 28 | 27 | +1  |
| 6  | Tasman Utd              | 23 | 18 | 6  | 5 | 7  | 34 | 39 | -5  |
| 7  | Waitakere Utd           | 19 | 18 | 5  | 4 | 9  | 30 | 34 | -4  |
| 8  | Hawke’s Bay Utd         | 19 | 18 | 5  | 4 | 9  | 21 | 36 | -15 |
| 9  | Wellington Phoenix Res. | 15 | 18 | 4  | 3 | 11 | 27 | 53 | -26 |
| 10 | Hamilton Wanderers      | 6  | 18 | 1  | 3 | 14 | 23 | 50 | -27 |

## Finals series
|  | Semifinali | Semifinali      | Semifinali      |                 |               | Finale        | Finale | Finale |  |
|  |            |                 |                 |                 |               |               |        |        |  |
|  | 1          | Auckland City   | 4               |                 |               |               |        |        |  |
|  | 1          | Auckland City   | 4               |                 |               |               |        |        |  |
|  | 4          | Eastern Suburbs | 0               |                 |               |               |        |        |  |
|  | 4          | Eastern Suburbs | 0               |                 | Auckland City | Auckland City | 1      |        |  |
|  |            |                 |                 |                 | Auckland City | Auckland City | 1      |        |  |
|  |            |                 | Team Wellington | Team Wellington | 0             |               |        |        |  |
|  | 2          | Team Wellington | Team Wellington | Team Wellington | 0             | 1             |        |        |  |
|  | 2          | Team Wellington |                 |                 |               |               |        |        |  |
|  | 3          | Canterbury Utd  | 0               |                 |               |               |        |        |  |